# Om Sions Wil
Om Sions Wil is een Nederlands pastoraal tijdschrift dat zich profileert als een blad voor de gereformeerde gezindte. 
Om Sions Wil is op 17 oktober 1936 opgericht door ds G. de Pater als voortzetting van het hervormd-gereformeerde kerkblad van Haastrecht. Later kreeg dit plaatselijke blad een landelijke verspreiding.
Het blad verschijnt eens keer per twee weken en heeft een oplage van 6.000 exemplaren. Hoewel het blad zich in de ondertitel zegt te richten op de gehele gereformeerde gemeenschap, wordt het in de praktijk vooral door bevindelijk gereformeerden gelezen. De medewerkers en scribenten komen zodoende uit de Hersteld Hervormde Kerk, Protestantse Kerk in Nederland, Christelijke Gereformeerde Kerken, Gereformeerde Gemeenten, Gereformeerde Gemeenten in Nederland en Oud Gereformeerde Gemeenten in Nederland.